# هرمنوتیک

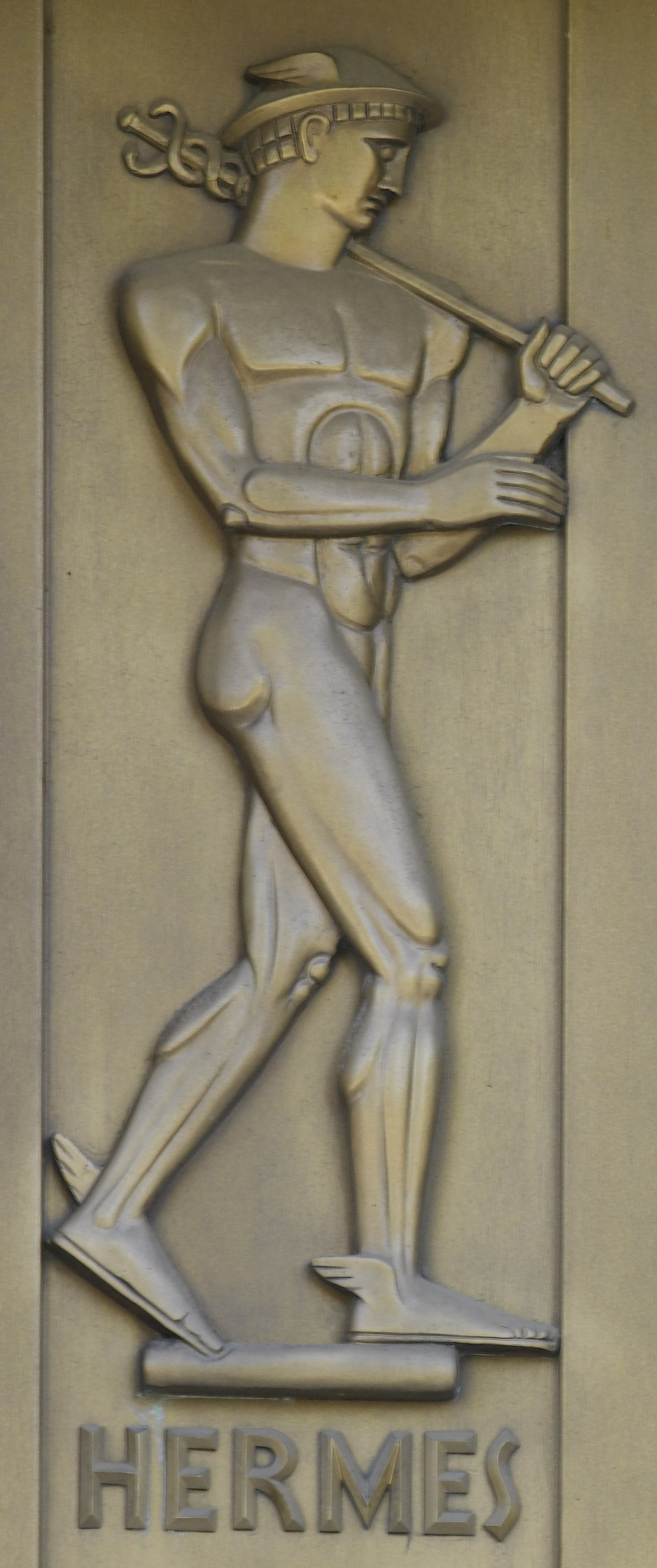
هرمس، پیام‌گزار ایزدان یونان

نظریه و قواعد روشمند تفسیر متن را هرمنوتیک (به انگلیسی: Hermeneutics)، علم تأویل، تأویل‌شناسی، زند‍آگاهی یا زَندشناسی می‌گویند. هدف از علم تأویل، کشف پیام‌ها، نشانه‌ها و معانی یک متن یا پدیده است.
علم تأویل به مطالعه اصول تعبیر و تفسیر متون، به‌ویژه متون ادبی، دینی و حقوقی می‌پردازد.
در کنار یا به جای واژهٔ علم تأویل، گاه از کلمهٔ «تفسیر» یا «تأویل» استفاده می‌شود، هرچند که این دو لفظ، ترجمه‌های مناسبی برای واژهٔ علم تأویل نیستند. تفاوت تفسیر با علم تأویل قابل قیاس با تفاوت زبان با دستور زبان است. کزازی نیز از کالبدشناسی یا کالبدشکافی متن نام می‌برد که با این تفاوت دارد و برای شناخت متن از دید پیکره و ساختار برونی آن انجام گرفته و پاره‌ای از دانشهای ادبی چون واژه‌شناسی، سبک‌شناسی، تاریخ ادب، زیباشناسی و غیره را برای رسیدن به چنین شناختی به کار می‌گیرد.
هرمنوتیک یا علم تأویل نوعی روش‌شناسی تفسیر است که تلاش می‌کند تفسیر تمام افعال معنادار انسان و محصولات این رفتارهای معنادار به خصوص در متون [نوشتاری] را روش‌مند کند. علم تأویل دانشی است که به «فرایند فهم یک اثر» می‌پردازد و چگونگی دریافت معنا از پدیده‌های گوناگون هستی اعم از گفتار، رفتار، متون نوشتاری و آثار هنری را بررسی می‌کند. دانش علم تأویل با نقد روش‌شناسی، می‌کوشد تا راهی برای «فهم بهتر» پدیده‌ها ارائه کند؛ اگرچه گروهی از نظریه‌پردازان علم تأویل، با ایجاد و تبیین «روش» در مسیر فهم مخالفند و «فهمیدن» را یک واقعه می‌دانند که قابل اندازه‌گیری و روش‌مندسازی نیست. به زبان ساده‌تر، تأویل‌شناسی به دنبال یافتن پاسخی برای این پرسش است که آیا روش و راهکاری وجود دارد تا خوانندگان یک متن یا بینندگان یک اثر هنری، با به‌کارگیری آن روش، به دریافت معنای ثابت و مشخصی از آن اثر یا متن دست یابند؛ یا این که درک و فهم هر مخاطبی مختص اوست و با دیگری تفاوت دارد.

## ریشه‌شناسی
هرمنوتیک، از فعل یونانی Hermeneuein به‌معنای «تفسیر کردن» اشتقاق یافته و با واژهٔ هرمس (ایزد پیام‌رسان یونانیان) دارای ریشهٔ مشترک است. هرمس واسطه‌ای بود که به عنوان تفسیرگر و شرح‌دهنده، درون‌مایه پیام خدایان را که سرشت آن فراتر از فهم آدمیان بود، برای آن‌ها به گونه‌ای قابل درک درمی‌آورد. «هرمس» و مکتبی که به نام خود او به «مکتب هرمسی» موسوم شده، پدیده‌ای جهانی است و در تاریخ تمدن‌های بزرگی مثل ایران، یونان و حتی مصر و بعدها در تمدن اسلامی هم می‌توان رد پای او و مکتبش را دید.

## تاریخچه
|                                                                |  |  |
| ویلهلم دیلتای (۱۸۳۳–۱۹۱۱) (راست) اشلایرماخر (۱۷۶۸ – ۱۸۳۴) (چپ) |  |  |

علم تأویل از نظر تاریخی به سه دوره تقسیم می‌گردد:

### علم تأویل کلاسیک
همزمان با عبور از سده‌های میانه و از میان رفتن سیطرهٔ مسیحیت کاتولیک، کتاب مقدس از زیر سایهٔ کلیسا خارج شد و به میان مردم آمد. در این زمان که مردم برای خواندن و فهم کتاب مقدس به آزادی رسیده بودند، نیاز به قواعدی بود تا از هرج و مرج در تفسیر پیشگیری کند و به خوانندگان، برای فهم درست و درک معنای اصلی متون راهکاری نشان دهد. شلایرماخر و ویلهلم دیلتای دو تن از دانشمندان این دوره بودند که اصول اولیهٔ دانش تأویل‌شناسی را در سده نوزدهم بنیان‌گذاردند. این دو معتقد بودند که یک معنای غایی و یک فهم نهایی از اثر وجود دارد؛ وظیفهٔ مفسر است که با شناخت اثر، بررسی نشانه‌های درون متنی و اصلاح روش تفسیر تلاش کند تا بدان «معنای نهایی» دست یابد. دیلتای همچنین معتقد بود که برای فهم بهتر متن، باید به نیت مؤلف پی برد و دانست که او متن مورد نظر خود را به چه منظور و با چه هدفی آفریده‌است. اشکال نظریات دیلتای این است که دست‌یابی به قصد و نیت مؤلف، به جهت بعد زمان و مکان، همیشه مقدور و میسر نیست.

### علم تأویل فلسفی
|                                                               |  |  |
| فردریش نیچه (۱۸۴۴–۱۹۰۰) (راست) مارتین هایدگر (۱۹۷۶–۱۸۸۹) (چپ) |  |  |

در قرن بیستم میلادی، تحول بزرگی در علم تأویل روی داد و این دانش پا به عرصهٔ تازه‌ای گذاشت که عوامل اصلی این تحول را باید دانشمندان و فیلسوفان نامداری چون فردریش نیچه، مارتین هایدگر، هانس گئورگ گادامر، پل ریکور و… دانست. در این دوره به جای تلاش برای روش‌مندسازی شیوهٔ فهم، بحث از ماهیت فهم به میان آمد. فیلسوفان این عصر در صدد اثبات این نکته بودند که چیزی به نام «فهم نهایی» و مؤلفه‌ای تحت عنوان «نیت مؤلف» مطرح نیست. فهم آن چیزی است که در اندیشهٔ مفسر نقش می‌بندد (تکیه بر محوریت مخاطب). فهم هر مفسر ریشه در زمانه، جامعه، فرهنگ و تربیت او دارد و این عوامل، محدودهٔ عملکرد ذهن مفسر را ناخودآگاه در حصار می‌گیرد؛ او نمی‌تواند بیرون از این دایره بیندیشد و بفهمد؛ بنابراین فهم، امری اتفاقی و مسبوق به پیشینهٔ تاریخی مفسر است که به شکل یک رویداد درون ذهن وی شکل می‌گیرد و به هیچ روی قابل کنترل‌کردن و تعریف در قالب روش و راهکار نیست. دریافت و برداشت هر خواننده، منحصر به خود اوست و به تعداد خوانندگان یک متن، فهم‌های متفاوت وجود خواهد داشت.
ضعف عمدهٔ نظریات تأویل‌شناسانه فلسفی این است که در سایه نسبی‌گرایی با نفی روش، هر فهم و استنباطی از اثر را قابل توجیه می‌داند و این امر را طبیعی و ناگزیر قلمداد می‌کند و بدین‌وسیله، راه را بر خوانش‌های متفاوت و بعضاً متضاد از یک اثر می‌گشاید.

دو اثر مشهور این دوران یکی کتاب «هستی و زمان» از هایدگر و دیگری «حقیقت و روش» از گادامر است.

### علم تأویل نوین (مدرن)
در دوران معاصر تلاش زیادی صورت گرفته‌است تا برخلاف علم تأویل فلسفی، شیوه و راهکاری خاص برای دست‌یابی به فهمی یگانه ارائه شود. نمایندگان بزرگ این دوره «امیلیو بتی» و «اریک هرش» با نقد دیدگاه‌های هایدگر و گادامر سعی در احیای آموزه‌های تأویل‌شناسی کلاسیک دارند و می‌کوشند برای دغدغه‌های ذهنی اشلایرماخر و دیلتای قاعده‌ای منسجم و اصولی تعریف کنند: قاعده‌ای که هم «روش در فهم» را توجیه کند و هم به دریافت «فهم نهایی» از اثر نائل گردد. اریک هرش عقیده دارد که در تفسیر متن، دو برداشت مستقل از یکدیگر وجود دارد: نخست معنایی که از واژگان متن دریافت می‌شود؛ دیگری شواهد آن معانی در دورانی که اثر تفسیر می‌شود. سپس توضیح می‌دهد که معنای لفظی همواره ثابت است، اما شواهد آن معنا، در هر دوره‌ای فرق می‌کند؛ مثلاً شواهد معنایی «قلم» در یک دوره ممکن است به «قلم‌نی» گفته شود؛ در دورهٔ دیگر به «مداد زغالی» و زمانی هم به «خودنویس»! اما در تمامی این سه دوره، معنای قلم یک چیز بیشتر نیست: «وسیله‌ای برای نوشتن»! وی معتقد است که اگر چه همیشه نمی‌توان به معنای نهایی مورد نظر مؤلف دست یافت، اما با به‌کارگیری و پیراستن روش، ضمن نفی دریافت‌های نادرست و لغزان، می‌توان به درجه‌ای از فهم دست یافت که درست‌تر از بقیه و نزدیک‌تر به خواستهٔ آفرینندهٔ اثر باشد، زیرا در عین زمان تفاسیر گوناگون نمی‌توانند همگی درست باشند.

#### نحله‌های علم تأویل
اگر معیار دسته‌بندی مکاتب مختلف علم تأویل را که در بالا ذکر شد، تغییر داده و ملاک تقسیم‌بندی را «امکان دسترسی به فهم متن» قرار دهیم، در آن صورت نحله‌های علم تأویل عبارتند از:
1. عینی گرایان: این گروه مکاتبی از علم تأویل را تشکیل می‌دهند که به امکان دسترسی فهم متن معتقدند و می‌گویند با حذف پیش داوری‌ها می‌توان به فهم درست متن رسید
2. تاریخ گرایان: این گروه شامل آن دسته از مکاتب علم تأویل است که مخالف امکان فهم متن هستند و اصلاً دسترسی به فهم متن را ممتنع و غیرممکن می‌دانند؛ و بر این باورند که انسان اسیر پیش فرضها و شرایط فرهنگی و تاریخی خود است[۱۵]